# 姜福祯
姜福祯（1956年4月25日—），男，汉族，出生于山东省青岛市。中国民运人士、作家。

## 生平
1969年青岛大连路小学毕业后，先后在青岛6中、4中读初中和高中。1975年秋到山东掖县（莱州）插队务农。1978年回青岛就业，先后干过建筑工人、碾胶工人等。
1979年考入青岛职工大学政治理论系学习。1980年参加民主墙运动，是孙丰主编的民运刊物《海浪花》的重要成员。1981年春《海浪花》被取缔，然后被青岛职工大学勒令退学。1984年曾在《小说天地》倡导“杂文体小说”写作的实验。
1984年开始参加法律专业自学考试，1987年取得山东大学和山东省高教委员会颁发的毕业证书。1986年后分别主持青岛橡胶工业集团和双蝶集团《开拓》和《小荷》文学季刊。1989年参加民主运动，以“反革命宣传煽动罪”判刑8年、剥夺政治权利2年。
1994年底出狱后，先后摆书摊数年，后来转开书店惨淡经营，2012年书店倒闭。